# PGC 1360952
LEDA/PGC 1360952 ist eine Galaxie im Sternbild Fische auf der Ekliptik. Sie ist schätzungsweise 646 Millionen Lichtjahre von der Milchstraße entfernt und hat einen Durchmesser von etwa 100.000 Lichtjahren. Vom Sonnensystem aus entfernt sich das Objekt mit einer errechneten Radialgeschwindigkeit von näherungsweise 14.400 Kilometern pro Sekunde.
Im selben Himmelsareal befinden sich unter anderem die Galaxien NGC 502, NGC 518, NGC 532, PGC 94303.